# Commodus (Toreut)
Commodus war ein antiker römischer Toreut (Metallbildner). Er war in Kampanien tätig. 
Er ist von einer Signatur auf einer Bronzekasserolle bekannt. Das Stück wird um die Zeitenwende datiert. Die Kasserolle gehörte ehemals zur privaten Sammlung Charvet in Paris.

## Einzelbelege
1. ↑  Inventarnummer 15.166; Richard Petrovszky: Studien zu römischen Bronzegefäßen mit Meisterstempeln. Leidorf, Buch am Erlbach 1993, S. 252, Nr. C.27.01.;CIL 3/2, 10027,20

| Personendaten    | Personendaten            |
| ---------------- | ------------------------ |
| NAME             | Commodus                 |
| KURZBESCHREIBUNG | antiker römischer Toreut |
| GEBURTSDATUM     | 1. Jahrhundert v. Chr.   |
| STERBEDATUM      | 1. Jahrhundert           |